# Хромат магния-дикалия
Хромат магния-дикалия — неорганическое соединение,
двойная соль магния, калия и хромовой кислоты
с формулой K2Mg(CrO4)2,
жёлтые кристаллы,
растворяется в воде,
образует кристаллогидраты.

## Получение
- Растворение оксида магния в растворе дихромата калия:

{\displaystyle {\mathsf {MgO+K_{2}Cr_{2}O_{7}\ {\xrightarrow {}}\ K_{2}Mg(CrO_{4})_{2}}}}

## Физические свойства
Хромат магния-дикалия образует жёлтые кристаллы.
Растворяется в воде.
Образует кристаллогидрат состава K2Mg(CrO4)2•2H2O — жёлтые кристаллы
триклинной сингонии,
пространственная группа P 1,
параметры ячейки a = 0,5674 нм, b = 0,6462 нм, c = 0,7517 нм, α = 110,38°, β = 95,24°, γ = 109,86°, Z = 1 .
Из растворов, охлаждённых до -10°С выпадает кристаллогидрат состава K2Mg(CrO4)2•6H2O.

## Химические свойства
- Разлагается при температуре красного каления:

{\displaystyle {\mathsf {4K_{2}Mg(CrO_{4})_{2}\ {\xrightarrow {T}}\ 4K_{2}CrO_{4}+2Mg(CrO_{2})_{2}+2MgO+3O_{2}}}}